# Emergency!
Emergency! es una serie de televisión, tipo drama médico, que fue producida por Mark VII Limited (la productora de Jack Webb) y distribuida por Universal Studios. Debutó como un remplazo de media temporada el 15 de enero de 1972, en la NBC, remplazando a la efímera serie The Good Life. Fue creada y producida por Jack Webb y Robert Cinader, ambos también creadores del drama policial Adam-12 (Área 12 en América Latina). Los shows eran similares en cuanto a que en ellos aparecían dedicados servidores públicos manejando dos o tres incidentes variados y no relacionados, durante un turno típico.
El show regresó como una serie de 6 especiales, como la Película de la Semana, entre finales de 1977 y la primavera de 1979. Tres de las películas de televisión tienen a los personajes de los paramédicos viajando a San Francisco (dos veces) y a Seattle para convenciones de los EMS (Emergency Medical Services o Servicios de Emergencia Médica). Si bien en ambas ciudades acaban ayudando a los departamentos locales (San Francisco Rescate-2 y Seattle's Medic-1) en varios rescates. Los otros fueron "Steel Inferno" (un incendio en un rascacielos), "Survival on Charter #220" (una colisión entre dos aviones sobre un barrio residencial que en su momento fue considerada la película de televisión más cara jamás rodada [cita necesaria]) y una final en la que los bomberos / técnicos sanitarios son ascendidos a capitán.
La banda sonora de la serie fue compuesta por Nelson Riddle y Billy May.

## Acerca de la Serie
La serie sigue los primeros años del programa de Paramédicos del Departamento de Bomberos del Condado de Los Ángeles (LACoFD) enfocándose sobre el personal de la Estación de Bomberos 51, en particular, los bomberos / técnicos sanitarios John Gage (Randolph Mantooth) y Roy DeSoto (Kevin Tighe). Los técnicos sanitarios se coordinaban con el personal de la Sala de Emergencia (ER) del Rampart Hospital General: Dr. Kelly Brackett (Robert Fuller), el Dr. Joe Early (Bobby Troup), el Dr. Mike Morton (Ron Pinkard), y la enfermera jefe Dixie McCall (Julie London).
Entre 1973 y 1976, se realizó una serie de dibujos animados basada en la serie a la que llamaron Emergency!+4 (Emergencia Juvenil en América Latina) en donde John Gage y Roy DeSoto (como caricaturas pero los mismos actores de la serie haciendo de actores de voz) realizaban diversos rescates acompañados por cuatro jóvenes (Matthew, Jason, Carol y Randy) acompañados de sus mascotas (Huesos el perro, Bananas el mono y Carlomagno el halcón). En muchas ocasiones ayudaban a los técnicos sanitarios/bomberos en sus rescates, en Chile la serie fue transmitida por TVN en el verano de 1986 y por Red TV en el primer semestre de 1994, teniendo una buena acogida. En Perú Emergencia Juvenil fue trasmitida por América Televisión entre 1983 y 1985 durante las mañanas de sábado.

## Vehículos usados
La camioneta de los paramedicos de la Estación de Bomberos 51
A Johhny y Roy se les vio en una Dodge D-Series 1970 en la primera temporada, y para el resto de las temporadas usaron (y con la que los fanáticos asociaron a la serie) una Dodge D-300 1972.
El camión de bomberos de la Estación 51
La estación de bomberos 51 en las dos primeras temporadas, usó un Crown Firecoach 1965 y el resto de las temporadas usaron un Ward LaFrance P80 Ambassador 1973.
Las ambulancias del Rampart General Hospital
A lo largo de la serie, las ambulancias que usaron para trasladar a los pàcientes al hospital Rampart fueron: 
- Cadillac Miller-Meteor Ambulance 1968
- Chevrolet Suburban 1970 (Que protagoniza una escena del episodio 21 de la tercera temporada, cuando choca con un Lincoln Continental mientras llevaban a una paciente a Rampart que estaba siendo controlada por Roy y quien sufrió solo un golpe en la cabeza diagnosticado como leve)
- Chevrolet C20 1966 
- Chevrolet C20 1972 "Modular Body"
- Ford F-150 1973 "Modular Body" 
- Ford Econoline 1975 "Modular Body".

## Otros Personajes Regulares
La tripulación del coche bomba 51 fue interpretada por Chet Kelly (Tim Donnelly), Marco López (Marco López, un actor que utilizaba su verdadero nombre, confundido a menudo como un bombero real del LACoFD), Mike Stoker (bombero del LACoFD como él mismo), el capitán Dick Hammer (capitán del LACoFD como él mismo, más tarde John Smith, primera temporada), el capitán Hank Stanley (Michael Norell, resto de temporadas). El despachador Sam Lanier se interpreta a sí mismo en un papel no acreditado, como la voz (de la radio) en toda la serie.
Marco López hablaba español, y de vez en cuando traducía para la tripulación cuando una víctima o espectador hablaba español, pero no inglés. López también apareció ocasionalmente en la serie Dragnet. En el episodio "Fools", López y un espectador hablan español con palabras y construcciones nada adecuadas al español de la vida real.
Otros personajes ocasionales habituales incluyen a los jefes de batallón Conrad (Art Balinger) y McConnike (William Boyett), el agente de la oficina del Alguacil del Condado de Los Ángeles (Vince Howard) y, de forma recurrente, al asistente de ambulancia Albert "Al" (Angelo DeMeo) y su ayudante, George (George Orrison).

## Elenco
- Randolph Mantooth como Bombero/Paramédico John "Johnny" Gage.

- Kevin Tighe como Bombero/Paramédico Roy DeSoto.

- Tim Donnelly como Bombero Chester "Chet" Kelly.

- Marco López como Bombero Marco López.

- Michael Norell como Capitán Hank Stanley.

- Mike Stocker como Ingeniero Mike Stocker.

- Robert Fuller como Doctor Kelly Brackett.

- Bobby Troup como Doctor Joe Early.

- Julie London como Enfermera Dixie McCall.

- Ron Pinkard como Doctor Mike Morton.

- Datos: Q1247463
- Multimedia: Emergency! / Q1247463